# Horoo
Un horoo è un sottodistretto (o quartiere) di Ulan Bator, capitale della Mongolia. Ciascun dùùrėg (distretto) in cui è divisa la città consiste in un certo numero di horoo per un totale di 121. Nel 2007 il numero degli horoo fu portato a 132 . Ogni horoo ha un numero progressivo che lo identifica all'interno del proprio dùùrėg, ciò nonostante alcuni di essi hanno anche un nome (es. Narnij zam 13 o Rašaantijn 18). Il numero di horoo è utilizzato nel sistema postale mongolo.